# 美利坚联盟国密苏里州第4步兵团
密苏里州第4步兵团（英語：4th Missouri Infantry Regiment）1862年4月28日成立，是南北战争期间的联盟军部队。5月9日密西西比州法明顿之战和9月19日艾尤卡之战时该团就在现场，但没有参与实战。第4步兵团隶属马丁·格林准将旗下旅，1862年10月3日在第二次科林斯之战三次冲锋联邦军战线，次日该旅又攻打联邦军新战线。部队起初势如破竹，但随即由联邦军反攻击退。1862年11月7日，第4步兵团与密苏里州第1步兵团合并组建密苏里州第1与第4联合步兵团，原有编制撤销。
联合步兵团1863年投身維克斯堡戰役，在维克斯堡围城战结束时投降。部队官兵经交换俘虏回归联盟军第1与第4联合步兵团，参加1864年亚特兰大战役和富兰克林之战。战争结束前夕，投身布莱克利堡之战的联合步兵团于1865年5月9日投降，此后编制撤销。如今密苏里州第4步兵团的军旗在南北战争博物馆展出。

## 背景与组织
1861年南北战争爆发，密蘇里州在政治上分裂成两部分，一方支持分裂，另一方希望留在联邦。密苏里州州长克莱伯恩·福克斯·杰克逊（Claiborne Fox Jackson）主张脱离联邦，支持美利堅聯盟國，同年五月他就组建支持分裂的民兵部队密苏里州卫队（Missouri State Guard）。斯特林·普莱斯（Sterling Price）少将率领州卫队在威尔逊溪之战（Battle of Wilson's Creek）打败联邦军，但形势很快转为不利，年底联邦军已将普莱斯所部压制在该州西南部。1862年3月7至8日，厄尔·范多恩（Earl Van Dorn）少将统领普莱斯所部等联盟军在阿肯色州西北部的豌豆岭战役不敌联邦军，范多恩所部随后转移至密西西比河以东。密苏里州卫队大部分官兵后来加入联盟军部队。
1862年4月28日，密苏里州第4步兵团在田纳西州孟菲斯成立。部队由阿奇博尔德·麦克法兰（Archibald A. MacFarlane）与沃尔多·约翰逊（Waldo P. Johnson）各自率领的营联合密苏里州卫队少量官兵组成，两人手下原本就有不少州卫队老将。麦克法兰任第4步兵团首任上校（团长），约翰逊是首任中校（副团长），斯蒂芬·伍德（Stephen W. Wood）为首任少校。4月28日部队的十个连都来自密苏里州，各连以A至I加上K共十个字母代称。第4步兵团绝大多数军人是盎格鲁-撒克逊人后裔。

## 服役经历

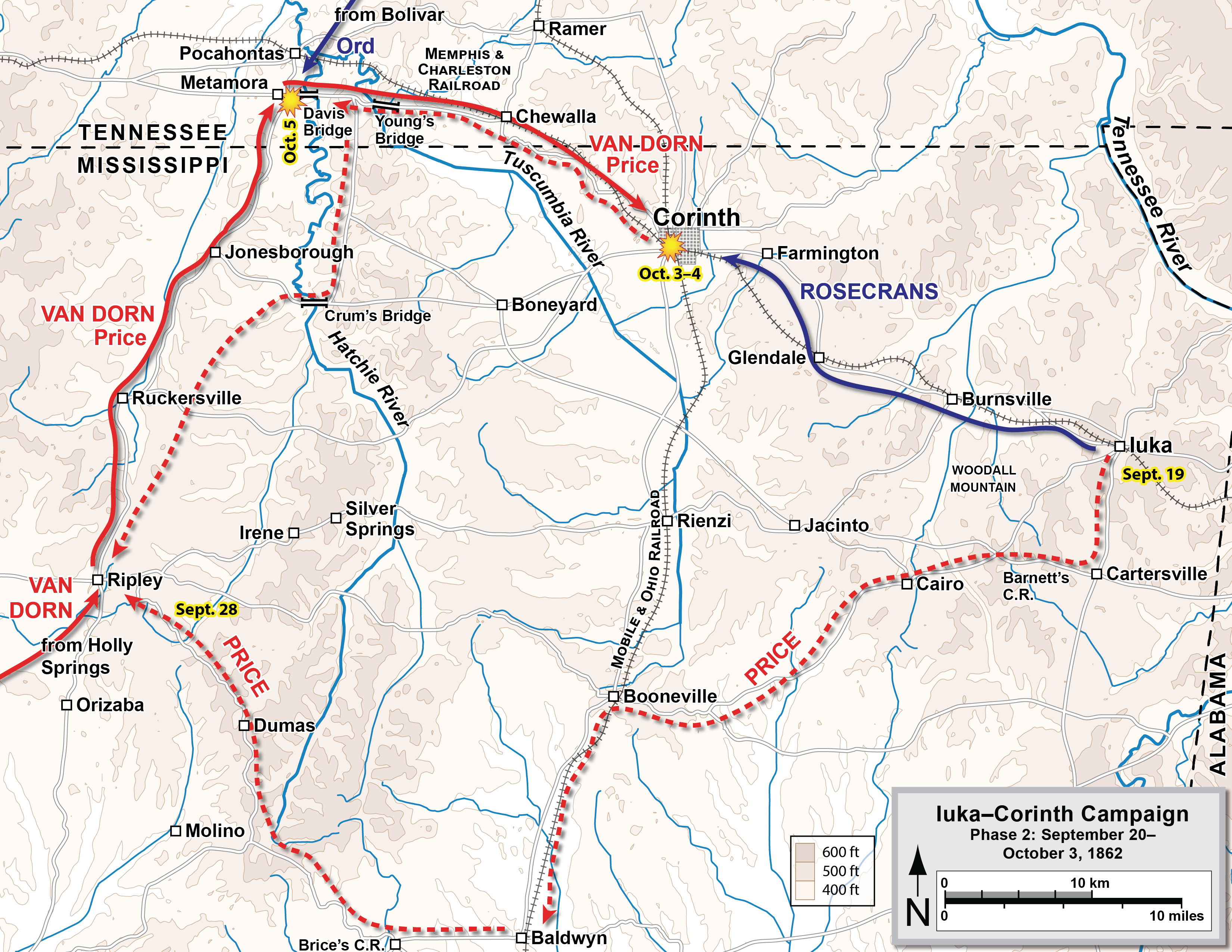
艾犹卡科林斯战役地图

第4步兵团成立后乘火车调到密西西比州科林斯加入西部軍團，有记载称1862年5月5日的集合名单表明全团共547人。5月9日该团参与密西西比州法明顿之战部署，但未投入实战。面对联邦军的巨大压力，联盟军撤离科林斯，第4步兵团随后在密西西比州北部多地训练。统领西部军团的普莱斯驻军密西西比州艾犹卡，南面是范多恩所部。联盟军正攻入肯塔基州，普莱斯与范多恩预计都要到田纳西州支援。当地联邦军司令尤利西斯·辛普森·格兰特少将打算困住普莱斯，阻止他和范多恩会师，但联盟军在艾犹卡之战（Battle of Iuka）后脱身。密苏里州第4步兵团此时隶属马丁·格林（Martin E. Green）准将旗下旅，是未参与艾犹卡之战的后备队。
普莱斯脱身后与范多恩会师，后者指挥联军攻打联邦战略要地科林斯。10月2日，威廉·罗斯克兰斯（William Rosecrans）少将率领2.3万联邦军将士占领科林斯，而且当天就得知范多恩所部逼近。联盟军抵达科林斯附近后向联邦军西北防线弧形地带部署2.2万官兵。范多恩10月3日上午十点主动进攻，打响第二次科林斯之战（Second Battle of Corinth）。密苏里州第4步兵团此时仍隶属格林准将旗下旅，所在师由路易斯·赫伯特（Louis Hébert）少将指挥，隶属西田纳西军团。格林所部除炮兵外全部进攻托马斯·阿尔弗雷德·戴维斯（Thomas Alfred Davies）准将师部驻守的联邦军外围阵地，首轮攻势击退后格林下令再度冲锋，但又由爱荷华州第2步兵团的反攻打退。格林所部傍晚再度向戴维斯阵地冲锋，以利亚·盖茨（Elijah Gates）上校与查尔斯·菲弗（Charles W. Phifer）准将各自统领的旅均分兵支援。联盟军经过苦战突破防线，但因30分钟后就要天黑，普莱斯决定不进攻联邦军内线，等到四号早上再继续战斗。
赫伯特病倒后，格林于10月4日晋升师长，原旅部由威廉·摩尔（William H. Moore）上校指挥。摩尔率旅向联邦军内线冲锋，攻陷鲍威尔炮台防御工事。联盟军攻势很快击溃守御联邦军防线的戴维斯师部，摩尔接下来把目光投向科林斯，与菲弗和约翰·克里德·摩尔（John Creed Moore）准将各自统领的旅一起攻进该城并打到蒂肖明戈酒店（Tishomingo Hotel），联邦军随即反击并将联盟军逼出城外。密苏里州第4步兵团在第二次科林斯之战减员129人，其中15人阵亡、87人受伤、27人失踪。麦克法兰在此役重伤头部。

## 影响

密苏里州第4步兵团军旗

11月7日，第4步兵团在密西西比州怀亚特附近与同样伤亡惨重的密苏里州第1步兵团合并成密苏里州第1与第4联合步兵团。新团B、C、E、H、I连官兵原属第4步兵团，A、D、F、G、K连原属第1步兵团。麦克法兰与第1步兵团阿莫斯·莱利（Amos C. Riley）上校达成协议，麦克法兰任团长，但要在伤愈后才从副团长莱利手中接过指挥权。合并后多出的40来名军官前往密西西比河对岸招募新军。
1863年，联合步兵团投身大湾之战（Battle of Grand Gulf）、冠军山之战（Battle of Champion Hill）、大黑河桥之战（Battle of Big Black River Bridge），后在维克斯堡围城战随联盟军大部队投降被俘。部队官兵经交换俘虏回归联盟军重组密苏里州第1与第4联合步兵团，1864年又参加新希望教堂之战（Battle of New Hope Church）、肯尼索山之战（Battle of Kennesaw Mountain）、亚特兰大围城战（Siege of Atlanta）、阿拉图纳之战（Battle of Allatoona）、富兰克林之战（Battle of Franklin）。战争结束前夕，投身布莱克利堡之战（Battle of Fort Blakeley）的密苏里州第1与第4联合步兵团于1865年5月9日投降，此后编制撤销，军旗现在弗吉尼亚州里士满南北战争博物馆（American Civil War Museum）展出。

## 脚注
1. ↑  Kennedy 1998，第19–20頁.
2. ↑  Hatcher 1998，第21, 23頁.
3. ↑  Kennedy 1998，第23–25頁.
4. ↑  Shea & Hess 1998，第34, 36–37頁.
5. ↑  Kennedy 1998，第38頁.
6. ↑  Gottschalk 1991，第120頁.
7. ↑  McGhee 2008，第200–201頁.
8. 1 2  McGhee 2008，第200頁.
9. ↑  Tucker 1993，第93頁.
10. 1 2 3 4 5  McGhee 2008，第201頁.
11. ↑  Gottschalk 1991，第108頁.
12. ↑  Kennedy 1998，第129頁.
13. ↑  Reaves 1998，第130–131頁.
14. ↑  Cozzens 1997，第327頁.
15. ↑  Cozzens 1997，第205–207頁.
16. ↑  Cozzens 1997，第210–214頁.
17. ↑  Cozzens 1997，第235–236頁.
18. ↑  Cozzens 1997，第240–242頁.
19. ↑  Cozzens 1997，第245頁.
20. ↑  Cozzens 1997，第267–269頁.
21. ↑  Tucker 1993，第92頁.
22. 1 2  McGhee 2008，第181–184頁.
23. ↑  Tucker 1993，第93–94頁.
24. ↑  John James Sitton.
25. ↑  Dedmondt 2009，第83–84頁.
26. ↑  Object Record.

## 扩展阅读
- Bryan, William.  (Master's论文). Missouri State University. 2014  [2021-10-21]. （原始内容存档于2021-12-04）.